# Бака (округ)
Бака, также Бе́йка (англ. Baca County) — округ в штате Колорадо, США. Официально образован в 1889 году. По состоянию на 2010 год, численность населения составляла 3 788 человек.

## География
По данным Бюро переписи США, общая площадь округа равняется 6 622,637 км2, из которых 6 617,457 км2 суша и 6,216 км2 или 0,090 % это водоёмы.

## Население
По данным переписи населения 2000 года в округе проживает 4 517 жителей в составе 1 905 домашних хозяйств и 1 268 семей. Плотность населения составляет 1,00 человек на км2. На территории округа насчитывается 2 364 жилых строений, при плотности застройки менее 1,00-го строения на км2. Расовый состав населения: белые — 93,73 %, афроамериканцы — 0,04 %, коренные американцы (индейцы) — 1,20 %, азиаты — 0,15 %, гавайцы — 0,09 %, представители других рас — 2,99 %, представители двух или более рас — 1,79 %. Испаноязычные составляли 7,02 % населения независимо от расы.
В составе 28,40 % из общего числа домашних хозяйств проживают дети в возрасте до 18 лет, 56,80 % домашних хозяйств представляют собой супружеские пары проживающие вместе, 7,50 % домашних хозяйств представляют собой одиноких женщин без супруга, 33,40 % домашних хозяйств не имеют отношения к семьям, 30,40 % домашних хозяйств состоят из одного человека, 15,70 % домашних хозяйств состоят из престарелых (65 лет и старше), проживающих в одиночестве. Средний размер домашнего хозяйства составляет 2,33 человека, и средний размер семьи 2,90 человека.
Возрастной состав округа: 24,50 % моложе 18 лет, 5,90 % от 18 до 24, 22,70 % от 25 до 44, 24,50 % от 45 до 64 и 24,50 % от 65 и старше. Средний возраст жителя округа 43 лет. На каждые 100 женщин приходится 99,00 мужчин. На каждые 100 женщин старше 18 лет приходится 95,50 мужчин.
Средний доход на домохозяйство в округе составлял 28 099 USD, на семью — 34 018 USD. Среднестатистический заработок мужчины был 23 169 USD против 18 292 USD для женщины. Доход на душу населения составлял 15 068 USD. Около 12,90 % семей и 16,90 % общего населения находились ниже черты бедности, в том числе — 21,60 % молодёжи (тех, кому ещё не исполнилось 18 лет) и 13,30 % тех, кому было уже больше 65 лет.